# 宮前平グリーンハイツ
宮前平グリーンハイツ（みやまえだいらグリーンハイツ）は、神奈川県川崎市宮前区にある住宅団地。55棟1024戸で、1972年（昭和47年）に造成された。

## 概要
宮前平グリーンハイツは管理事務所や店舗のある16号棟を除いて5階建ての低層で構成されている。
既に築50年以上が経過しているが、壁構造のため耐震性があり「耐震基準適合証明」なども取得可能になっている。

## 交通
最寄駅は、東急田園都市線宮前平で、徒歩15分である。なお、バス路線については宮前平グリーンハイツと宮前平駅をつなぐ経路は存在せず
鷺沼駅から宮前平グリーンハイツ、または宮崎台駅から宮前平グリーンハイツを利用する事になる。
系統は以下の通りである。
- 鷺11：鷺沼駅 - グリーンハイツ西 - グリーンハイツ中央 - グリーンハイツ東 - 宮崎台駅
- 鷺12：宮崎台駅 - グリーンハイツ東 - 鷺沼駅（グリーンハイツ中央・グリーンハイツ西へは向かわず宮前区役所を経由する）

運行は東急バスで料金は230円である。

## 周辺名所・公共施設など
- 宮前区役所
- 宮前区図書館
- 宮前警察署
- いなげや
- 東急ストア
- 川崎市立平小学校
- 川崎市立向丘中学校
- 東名高速道路東名川崎インターチェンジ